# Chen Ruolin
Chen Ruolin (n. 12 decembrie 1992, Nantong⁠(d), Republica Populară Chineză) este o săritoare în apă ce a reprezentat Republica Populară Chineză, medaliată olimpică. A participat la 3 ediții ale Jocurilor Olimpice (2008, 2012, 2016) în care a câștigat 5 medalii de aur.